# Notre-Dame-du-Cruet
Notre-Dame-du-Cruet – miejscowość i gmina we Francji, w regionie Owernia-Rodan-Alpy, w departamencie Sabaudia.
Według danych na rok 1999 gminę zamieszkiwało 235 osób, a gęstość zaludnienia wynosiła 71 osób/km² (wśród 2880 gmin regionu Rodan-Alpy Notre-Dame-du-Cruet plasuje się na 1533. miejscu pod względem liczby ludności, natomiast pod względem powierzchni na miejscu 1694.).